# 6e bataillon de tirailleurs sénégalais
Pour les articles homonymes, voir 6e bataillon.
Pour le bataillon de tirailleurs sénégalais no 6 et le 6e bataillon mobile de tirailleurs sénégalais, voir bataillon autonome de Haute-Volta.
Le 6e bataillon de tirailleurs sénégalais (ou 6e BTS) est un bataillon français des troupes coloniales.

## Création et différentes dénominations
- -: Formation du 6e bataillon de tirailleurs sénégalais

## Historique des garnisons, combats et batailles du6eBTS
- 23/08/1918: Le bataillon reçoit des renforts du 83e BTS

## Personnalités ayant servi au bataillon
- Jean Colonna d'Ornano, compagnon de la Libération, au 6e BTS en 1916.

### Sources et bibliographie
- Mémoire des Hommes